# Pippo la scopa

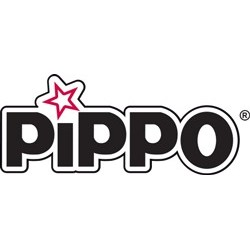
Logo di Pippo la scopa

Pippo la scopa è il nome del marchio di una linea italiana di prodotti per la pulizia della casa.

## Storia

### Storia della scopa
Nel 1952 i fratelli Salviato di Mirano (Ve), trasferiti prima a Varese ed in seguito a Castronno, già da tempo impegnati nella produzione e nel commercio di saggina e prodotti per la pulizia, inventarono "Pippo la scopa", dal diminutivo del nome di uno dei fratelli, Filippo, l’ideatore del successo. Negli anni ottanta, con diverse intuizioni pubblicitarie in televisione, la scopa divenne molto famosa in Italia.
Nel 2010 l'azienda, dopo la morte di Filippo Salviato, è stata messa in liquidazione, e il marchio è stato acquistato dal gruppo brianzolo Nespoli.

### Storia delle campagne pubblicitarie in Italia
1984: le casalinghe e le cameriere di un condominio gettano dalle finestre le loro scope obsolete e logorate.
1986: le donne già apparse nello spot precedente si affacciano ora dalle finestre e dai balconi per afferrare le scope Pippo.
1987: una casalinga racconta come abbia cambiato tutto nella vita, compreso il marito, ma non Pippo.
anni '90: la portiera di un condominio (interpretata da Monica Scattini) grazie a Pippo riesce a fronteggiare la maleducazione degli inquilini.